# Friedrich Karl Schmidt (Mathematiker)

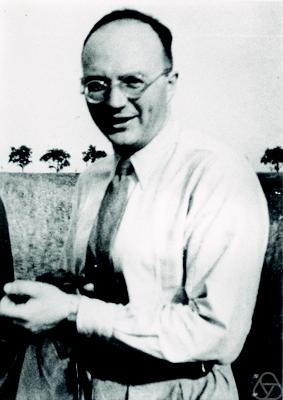
Friedrich Karl Schmidt

Friedrich Karl Schmidt (* 22. September 1901 in Düsseldorf; † 25. Januar 1977 in Heidelberg) war ein deutscher Mathematiker, der sich vor allem mit Algebra und Zahlentheorie beschäftigte.

## Leben und Werk

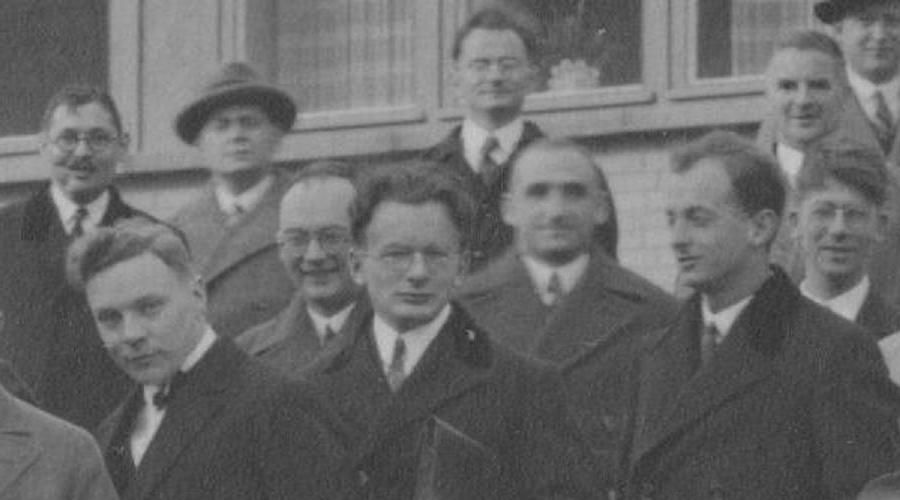
Mathematiker 1930 vor dem Abbeanum in Jena,
von links nach rechts: Hubert Cremer, Heinrich Grell, Wolfgang Krull, Friedrich Karl Schmidt, Heinrich Heesch, Egon Ullrich, Friedrich Wilhelm Levi, Reinhold Baer, Theodor Pöschl, Friedrich Hund und Werner (Jena).

Schmidt studierte 1920 bis 1925 in Freiburg und Marburg. 1925 promovierte er an der Albert-Ludwigs-Universität Freiburg bei Alfred Loewy über Allgemeine Körper im Gebiet der höheren Kongruenzen. 1927 war er Privatdozent an der Universität Erlangen, wo er sich auch habilitierte und 1933 außerplanmäßiger Professor wurde.
1933/34 war er Dozent an der Universität Göttingen, wo er mit Helmut Hasse zusammenarbeitete, und danach bis 1946 Professor an der Universität Jena. Während der Kriegsjahre war er an der Deutschen Versuchsanstalt für Segelflug in Reichenhall. Nach  dem Krieg wurde er 1946 Professor an der Westfälischen Wilhelms-Universität in Münster und von 1952 bis zu seiner Emeritierung 1966 an der Universität Heidelberg.
Mitte der 1930er Jahre war er Mitherausgeber der Grundlehren der mathematischen Wissenschaften.
Schmidt war seit 1954 Mitglied der Heidelberger Akademie der Wissenschaften und wurde 1968 Ehrendoktor der FU Berlin.
Schmidt ist vor allem für seine Beiträge zur Theorie der algebraischen Funktionenkörper und insbesondere für seine Definition einer Zeta-Funktion für Funktionenkörper und den Beweis des Riemann-Roch Satzes für Funktionenkörper (nicht nur über den komplexen Zahlen, sondern auch über anderen Körpern) bekannt. Daneben arbeitete er unter anderem zur Klassenkörpertheorie und zur Bewertungstheorie.
Zu seinen Doktoranden zählen unter anderem Reinhardt Kiehl, Ernst Kunz, Hans-Joachim Nastold und Chiungtze Tsen.